# Karlskrona
Karlskrona ist eine Hafenstadt in der südschwedischen Provinz Blekinge län und der historischen Provinz Blekinge. Die Stadt an der Ostsee ist Hauptort der gleichnamigen Gemeinde und als Barockstadt bekannt.

## Geschichte

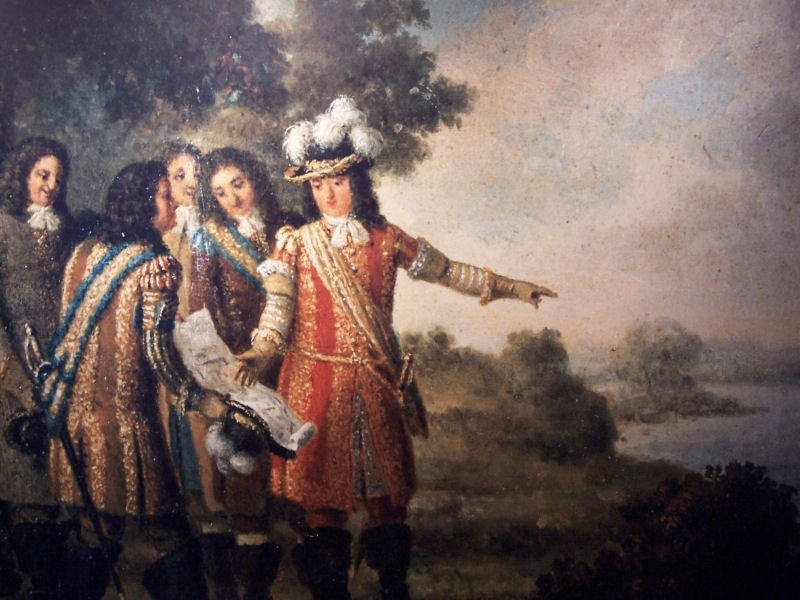
Gründung der Stadt Karlskrona

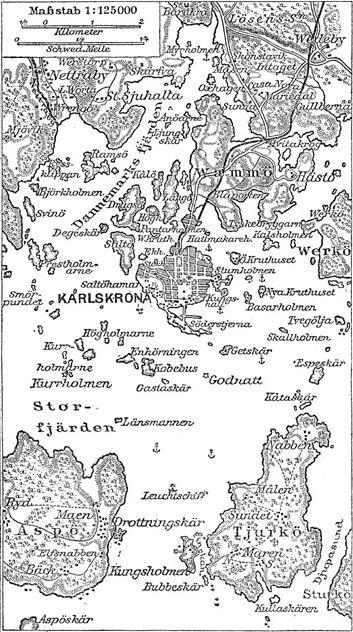
Historische Karte (um 1888)

Karlskrona wurde 1679 als Flottenstützpunkt von König Karl XI. bzw. Admiral Hans Wachtmeister gegründet. Bereits ein Jahr später wurde Karlskrona zur Stadt erhoben. 1790 brannte ein Großteil der Stadt ab.
Karlskrona entstand ursprünglich auf mehr als 30 Inseln und Inselchen, was sich auch heute noch auf das Stadtbild auswirkt.

## Verkehr
Es bestehen Fährverbindungen vom benachbarten Karlshamn nach Klaipeda in Litauen, Gdynia in Polen und Travemünde.

## Welterbestätten
Der Marinehafen von Karlskrona mit seinen ehemaligen Werften und Verteidigungsanlagen und ausgewählte Gebäude der Stadt wurden von der UNESCO zum Welterbe erklärt.

### Einzelbauwerke
- Die zur Zeit der Gründung der Stadt im 17. und Anfang des 18. Jahrhunderts erbauten Häuser stehen noch heute. Die Fredrikskyrkan geht auf den Architekten Nicodemus Tessin den Jüngeren zurück. Die Grundsteinlegung der Kirche erfolgte 1720, die Einweihung 1744. Da der Architekt sich von europäischen Architekturstilen seiner Zeit beeinflussen ließ, weichen der Stil in gelber Farbe und die Verzierungen der Kirche vom üblichen Stil schwedischer Kirchen ab.
- Die ebenfalls von Nicodemus Tessin dem Jüngeren erbaute Trefaldighetskyrkan, das Rathaus und das Wasserreservoir Vattenborgen im Stile einer Burg stehen ebenfalls am zentralen Platz (Stortorget).
- Die 1697 erbaute Admiralitätskirche ist die größte Holzkirche Schwedens.
- Nordwestlich der Hauptinsel liegt der Herrenhof Skärva mit schlossartigem Hauptgebäude sowie mehreren Nebengelassen, die der Besitzer und Schiffbauer Fredrik Henrik af Chapman anlegen ließ.

### Welterbestätten, die nicht auf der Hauptinsel liegen
Über eine Brücke gelangt man auf die östlich gelegene Insel Stumholmen. Auf der Insel lagen mehrere Handwerksmanufakturen zur Versorgung der Marinebasis. Weiterhin gibt es auf Stumholmen ein nicht mehr betriebenes Gefängnis, das Marinemuseum und die Bastion Kungshall, von der zu feierlichen Anlässen Salut geschossen wird.

## Wirtschaft und Infrastruktur
Die Marinebasis ist einer der größten Arbeitgeber. Durch die Marine hat Karlskrona von Gründung an auch Werften zum Kriegsschiffbau, die heute zum Unternehmen Kockums gehören. Ein weiterer Schwerpunkt ist die Softwareentwicklung und der Elektronikbau.
Ansässige Unternehmen (Auswahl)
- Dynapac – Baumaschinen
- Ericsson – Mobiltelefonentwicklung, Research & Development Center
- Flextronics – Elektronik- und Leiterplattenherstellung
- Kockums – Kriegsschiffbau (u. a. Visby-Klasse)
- Telenor – Kommunikationsdienste
- NKT – Kabelherstellung

## Sport
- Der örtliche Verein Flottans IF Karlskrona war schwedischer Meister im Handball im Jahr 1932.
- Der Eishockeyverein Karlskrona HK spielt in der zweithöchsten Spielklasse, der HockeyAllsvenskan.
- Der örtliche Fußballverein heißt Karlskrona AIF.

## Sehenswürdigkeitengalerie

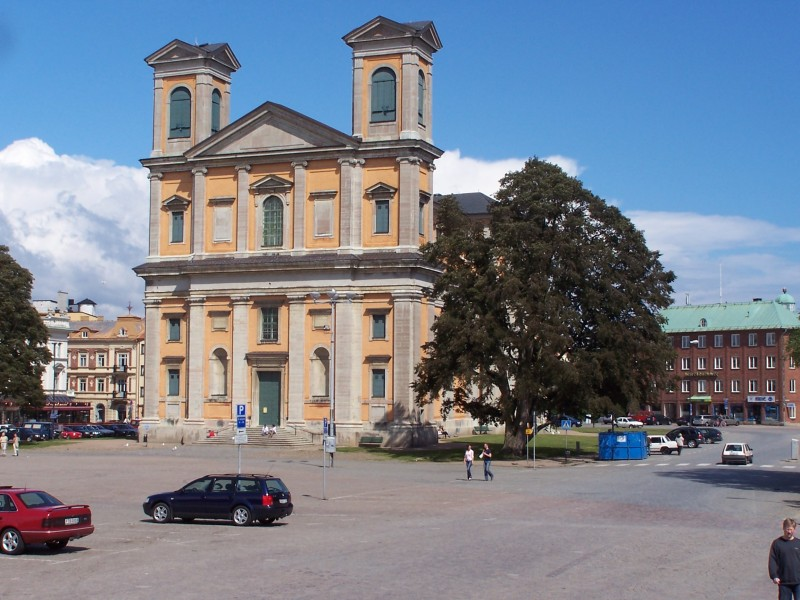
Fredrikskirche im Zentrum von Karlskrona
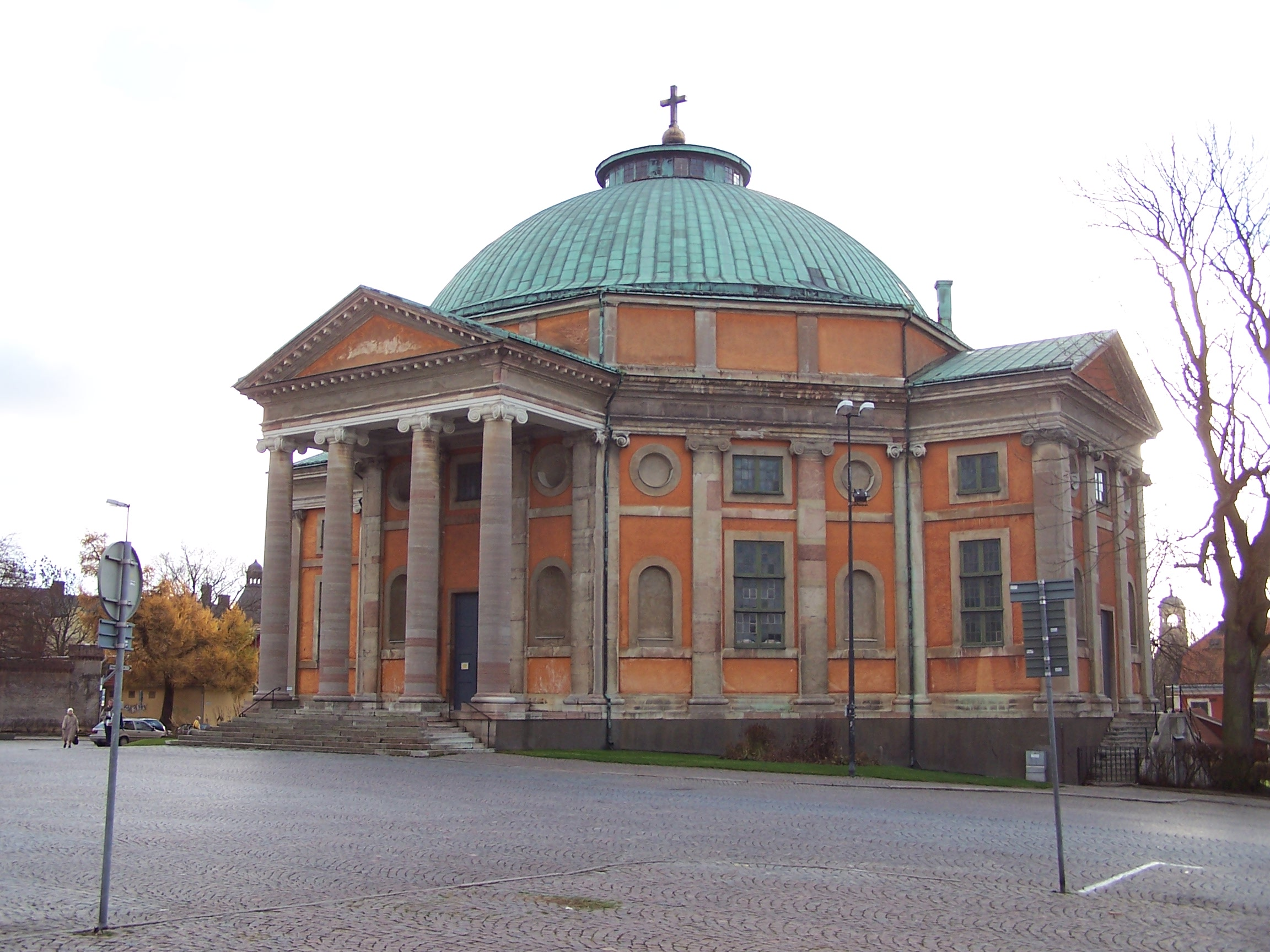
Dreifaltigkeitskirche Karlskrona
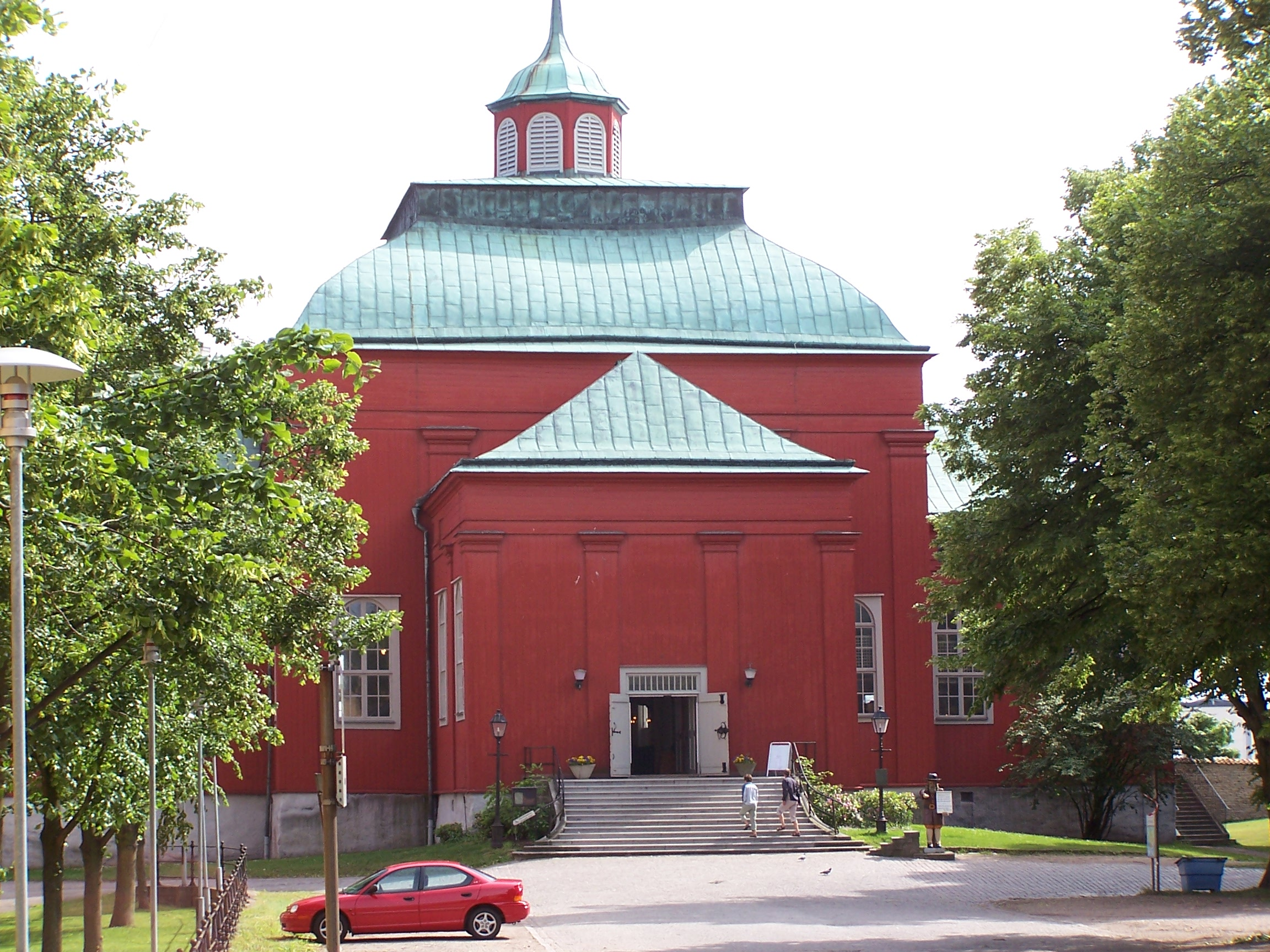
Admiralitätskirche Karlskrona
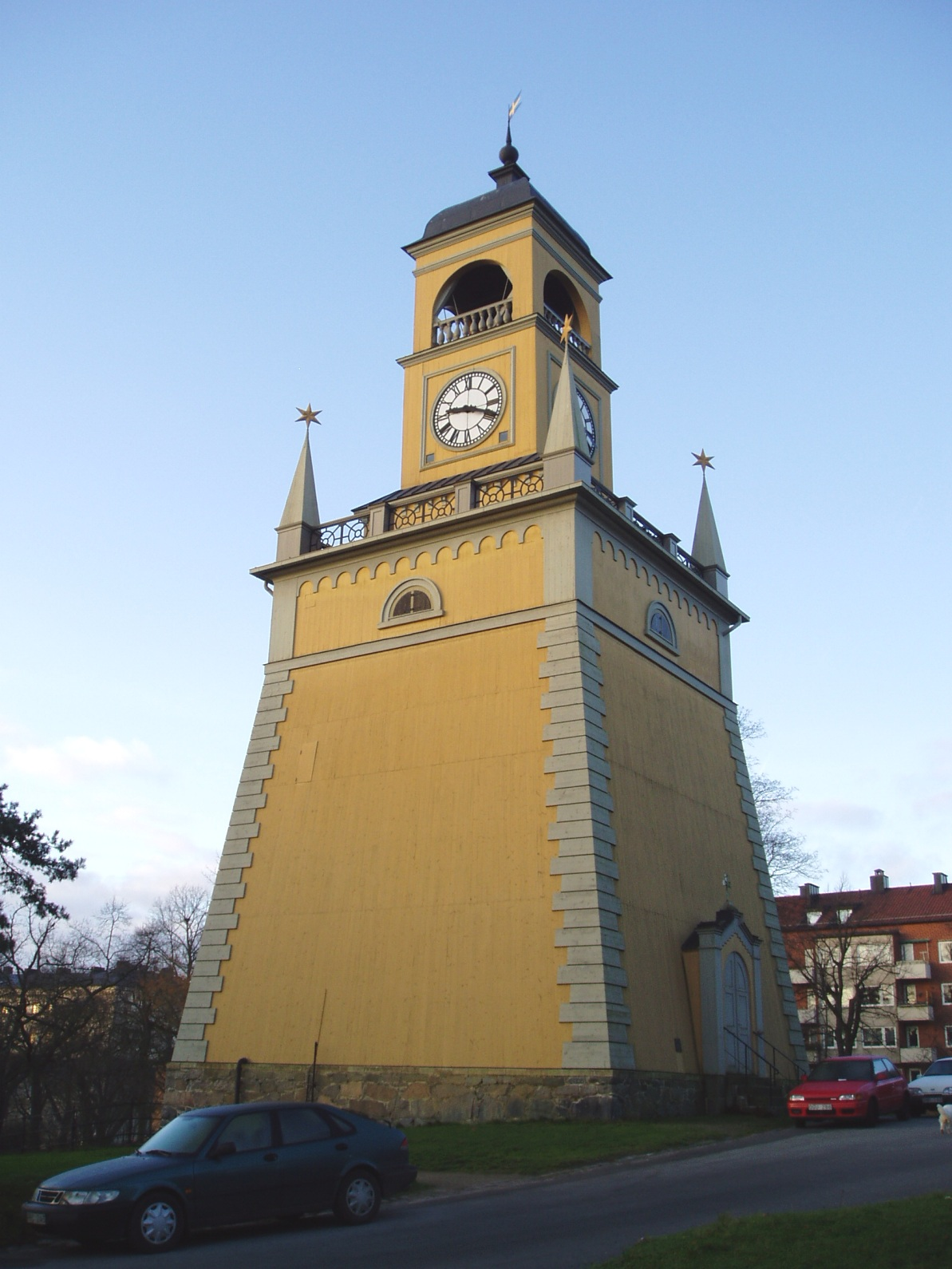
Admiralsturm (Amiralstornet) von Karlskrona
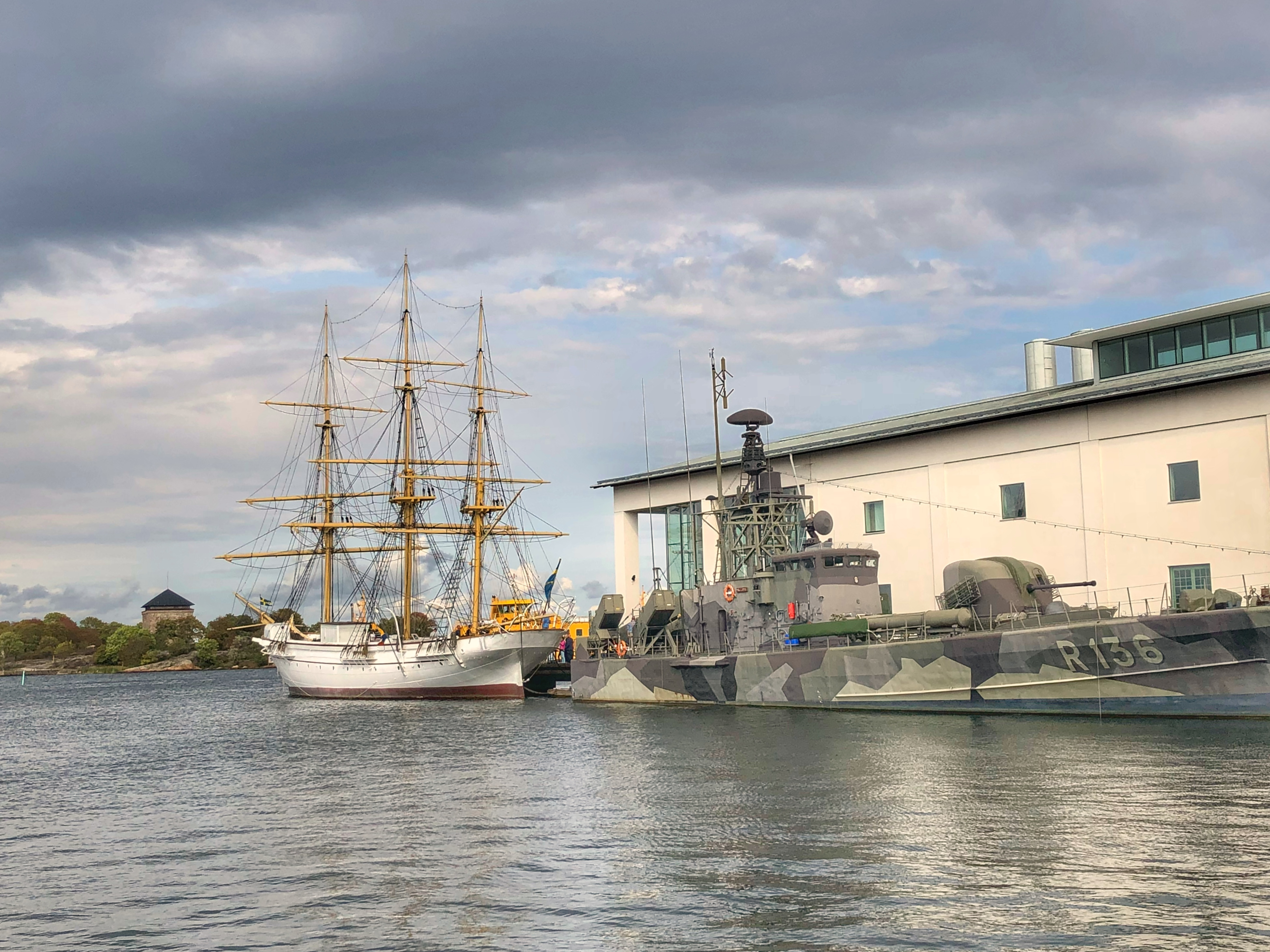
Blick zum Marinemuseum
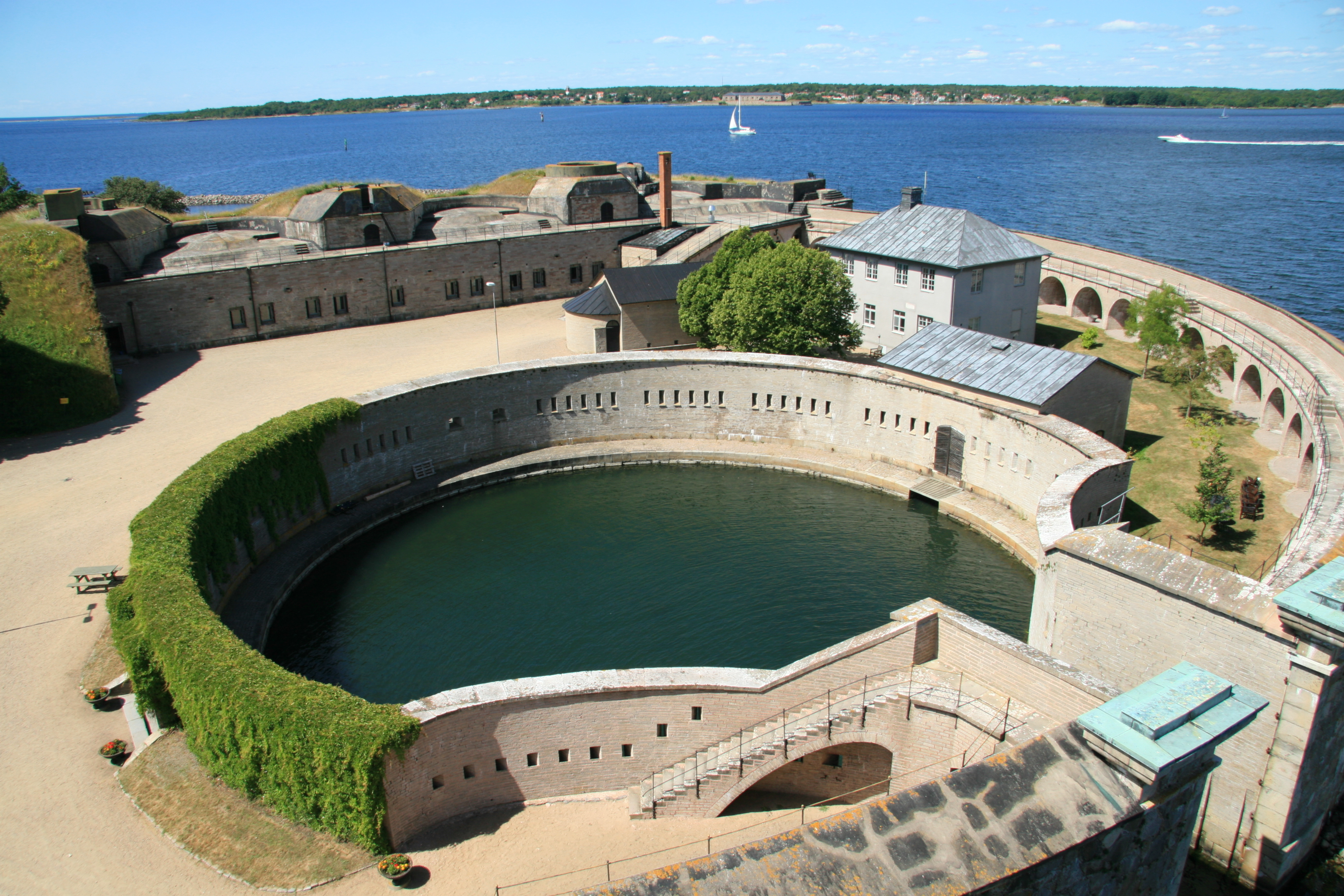
Festung Karlskrona

## Sonstiges
- Die Stadt wird im neunten Kapitel des Romans Die wunderbare Reise des kleinen Nils Holgersson mit den Wildgänsen von Selma Lagerlöf beschrieben.[2]
- In der 10. Folge der Anime-Serie Nils Holgersson ist Karlskrona Hauptort der Handlung.[3]

## Söhne und Töchter der Stadt
- Gertrud Adelborg (1853–1942), Frauenrechtlerin
- Maria Adelborg (1849–1940), Textilkünstlerin
- Ottilia Adelborg (1855–1936), Aquarellmalerin, Schriftstellerin, Pionierin im Bereich Comics und Heimatforschung
- Magnus F. Andersson (* 1953), Komponist und Posaunist
- Theodor Ankarcrona (1687–1750), Admiral
- Mikael Antonsson (* 1981), Fußballspieler
- Gustaf Johan Billberg (1772–1844), Zoologe, Botaniker und Anatom
- Anders Gustaf Ekeberg (1767–1813), Naturforscher und Chemiker
- Oliver Ekman Larsson (* 1991), Eishockeyspieler
- Horace Engdahl (* 1948), Literaturwissenschaftler, Kritiker, Essayist und Übersetzer
- Jonathan Ericsson (* 1984), Eishockeyspieler
- Katarina Ewerlöf (* 1959), Schauspielerin
- Mattias Falck (* 1991), Tischtennisspieler, Weltmeister
- Carl Magnus Fürst (1854–1935), Mediziner und Hochschullehrer
- Adam Grahn (* 1984), Sänger
- Max Grahn (* 1988), Musiker, Songwriter und Musikproduzent
- Tobias Grahn (* 1980), Fußballspieler
- Peter Jablonski (* 1971), Pianist
- Lennart Jansson (1932–1999), Jazzmusiker
- Tobias Karlsson (* 1981), Handballspieler
- Joel Kellman (* 1994), Eishockeyspieler
- Anna Kleman (1862–1940), Pazifistin und Frauenrechtsaktivistin
- Julius Kronberg (1850–1921), Maler und Hochschullehrer
- Amanda Kurtović (* 1991), norwegische Handballspielerin
- Sven Lidman (1882–1960), Schriftsteller
- Julia Lindholm (* 1994), Sängerin
- Agnes Magnell (1848–1928), Autorin und Illustratorin
- Katarina Mazetti (1944–2025), Radiojournalistin, Kolumnistin und Schriftstellerin
- Clara Nordström (1886–1962), Schriftstellerin und Übersetzerin
- Axel Fredrik Palander (1802–1857), Kapitän
- Anders Paulrud (1951–2008), Journalist und Autor
- Bent Persson (* 1947), Jazzmusiker
- Berndt-Otto Rehbinder (1918–1974), Fechter
- Harry Rosenswärd (1882–1955), Regattasegler
- Roland Sandberg (* 1946), Fußballspieler
- Bertram Schmiterlöw (1920–2002), Maler, Grafiker, Zeichner und Bildhauer
- Richard Sjöberg (1890–1960), Leichtathlet
- Diedrich Heinrich Taube von Odenkat (1711–1781), Landshövding und Admiral
- Jan Thörnqvist (* 1959), Konteradmiral, seit 2011 der Kommandeur der schwedischen Marine
- Nell Walden (1887–1975), schwedisch-schweizerische Malerin, Schriftstellerin und Kunstsammlerin
- Rosa Warrens (1821–1878), schwedisch-deutsche Dichterin und Übersetzerin
- Tommy Werner (* 1966), Schwimmer

## Städtepartnerschaften
Es gibt fünf Partnerstädte:
| Stadt    | Land        | seit |
| -------- | ----------- | ---- |
| Aizpute  | Lettland    | 2009 |
| Baltijsk | Russland    | 1995 |
| Gdynia   | Polen       | 1990 |
| Klaipėda | Litauen     | 1989 |
| Rostock  | Deutschland | 2000 |